# Campeonato Sudamericano de Cross Country
El Campeonato Sudamericano de Cross Country es una competición de campo a través anual organizada por la Confederación Sudamericana de Atletismo (ConSudAtle), para atletas que representen a los países asociados de América del Sur. La competencia se estableció a partir de 1986, lo cual la hace la más antigua de su clase entre los campeonatos de Cross Country. El evento se lleva a cabo normalmente a finales de febrero o principios de marzo.

## Pruebas
Las pruebas que se desarrollan actualmente en el Campeonato Sudamericano de Cross Country son las siguientes:
- Varones:
  - 10 000 m (mayores)
  - 8 km (sub-20)
  - 6 km (sub-18)
- Damas:
  - 10 000 m (mayores)
  - 6 km (sub-20)
  - 4 km (sub-18)

## Ediciones
| Edición | Año  | Local / Ciudad                                   | País        | Ref.   |
| ------- | ---- | ------------------------------------------------ | ----------- | ------ |
| 1.º     | 1986 | San Carlos de Bariloche                          | Argentina   |        |
| 2.º     | 1987 | Santiago                                         | Chile       |        |
| 3.º     | 1988 | Tandil                                           | Argentina   |        |
| 4.º     | 1989 | Asunción                                         | Paraguay    |        |
| 5.º     | 1990 | Caracas                                          | Venezuela   |        |
| 6.º     | 1991 | Ambato                                           | Ecuador     |        |
| 7.º     | 1992 | Jóckey Club, São Paulo                           | Brasil      |        |
| 8.º     | 1993 | Cali                                             | Colombia    |        |
| 9.º     | 1994 | Manaus                                           | Brasil      |        |
| 10.º    | 1995 | Cali                                             | Colombia    |        |
| 11.º    | 1996 | Club Mbiguá, Asunción                            | Paraguay    |        |
| 12.º    | 1997 | Santa Lucía Golf Club, Comodoro Rivadavia        | Argentina   |        |
| 13.º    | 1998 | Artur Nogueira                                   | Brasil      |        |
| 14.º    | 1999 | Artur Nogueira                                   | Brasil      |        |
| 15.º    | 2000 | Cartagena                                        | Colombia    |        |
| 16.º    | 2001 | Río de Janeiro                                   | Brasil      |        |
| 17.º    | 2002 | Santa Cruz de la Sierra                          | Bolivia     |        |
| 18.º    | 2003 | Parque Ñu Guasu, Asunción                        | Paraguay    |        |
| 19.º    | 2004 | Forte Marechal Hermes, Macaé                     | Brasil      |        |
| 20.º    | 2005 | Club de Golf del Uruguay, Montevideo             | Uruguay     |        |
| 21.º    | 2006 | Base naval, Mar del Plata                        | Argentina   |        |
| 22.º    | 2007 | Centro de Treinamento da Marinha, Río de Janeiro | Brasil      | [ 4 ]  |
| 23.º    | 2008 | Parque Ñu Guasu, Asunción                        | Paraguay    | [ 5 ]  |
| 24.º    | 2009 | Parque del Stadio Italiano, Coronel              | Chile       | [ 6 ]  |
| 25.º    | 2010 | Campus La Salle, Guayaquil                       | Ecuador     | [ 7 ]  |
| 26.º    | 2011 | Club Deportivo Sajonia, Asunción                 | Paraguay    | [ 8 ]  |
| 27.º    | 2012 | Escuela de Equitación del Ejército, Lima         | Perú        | [ 9 ]  |
| 28.º    | 2013 | Complejo hotelero Ayuí, Concordia, Entre Ríos    | Argentina   | [ 10 ] |
| 29.º    | 2014 | Jardín Botánico y Zoológico, Asunción            | Paraguay    |        |
| 30.º    | 2015 | Barranquilla                                     | Colombia    |        |
| 31.º    | 2016 | Caraballeda                                      | Venezuela   |        |
| 32.º    | 2017 | Santiago                                         | Chile       | [ 11 ] |
| 33.º    | 2018 | La Libertad                                      | El Salvador |        |
| 34.º    | 2019 | Parque Los Samanes, Guayaquil                    | Ecuador     | [ 12 ] |
| 35.º    | 2022 | Serra                                            | Brasil      | [ 13 ] |
| 36.º    | 2023 | Bariloche                                        | Argentina   |        |

## Campeones

### Mayores (individual)
Listado de campeones en la categoría Sénior, tanto en carrera larga (10 a 12 km) como corta (4 km).
| Año  | Masculina                   | Masculina | Femenina                         | Femenina  |
| Año  | Atleta                      | País      | Atleta                           | País      |
| ---- | --------------------------- | --------- | -------------------------------- | --------- |
| 1986 | Omar Aguilar                | Chile     | Olga Caccaviello                 | Argentina |
| 1987 | Omar Aguilar                | Chile     | Mónica Regonessi                 | Chile     |
| 1988 | Antonio Silio               | Argentina | Stella Maris Selles              | Argentina |
| 1989 | Artur de Freitas Castro     | Brasil    | Griselda González                | Argentina |
| 1990 | Geraldo Francisco de Assis  | Brasil    | Rita de Cássia Santos de Jesús   | Brasil    |
| 1991 | Jacinto Navarrete           | Colombia  | Graciela Caizabanda              | Ecuador   |
| 1992 | Valdenor dos Santos         | Brasil    | Carmem de Oliveira               | Brasil    |
| 1993 | Valdenor Pereira dos Santos | Brasil    | Silvana Pereira                  | Brasil    |
| 1994 | Silvio Guerra               | Ecuador   | Carmem de Oliveira               | Brasil    |
| 1995 | Vanderlei de Lima           | Brasil    | Roseli Aparecida Machado         | Brasil    |
| 1996 | Herder Vásquez              | Colombia  | Stella Castro                    | Colombia  |
| 1997 | Elenílson da Silva          | Brasil    | Stella Castro                    | Colombia  |
| 1998 | Sérgio Gonçalves da Silva   | Brasil    | Rosângela Raimunda Pereira Faria | Brasil    |
| 1998 | João Carlos Leite           | Brasil    | Ana Claudia de Souza             | Brasil    |
| 1999 | Sérgio Correa Couto         | Brasil    | Érika Olivera                    | Chile     |
| 1999 | Valdenor Pereira dos Santos | Brasil    | Érika Olivera                    | Chile     |
| 2000 | Daniel Lopes Ferreira       | Brasil    | Bertha Sánchez                   | Colombia  |
| 2000 | Daniel Lopes Ferreira       | Brasil    | Fabiana Cristine da Silva        | Brasil    |
| 2001 | Adilson Aparecido Ribeiro   | Brasil    | Adriana de Souza                 | Brasil    |
| 2001 | Hernán Oscar Cortínez       | Argentina | María Paredes                    | Ecuador   |
| 2002 | Jonathan Monje              | Chile     | Adriana de Souza                 | Brasil    |
| 2002 | Hudson Santos de Souza      | Brasil    | Bertha Sánchez                   | Colombia  |
| 2003 | Javier Guarín               | Colombia  | Susana Rebolledo                 | Chile     |
| 2004 | Bayron Piedra               | Ecuador   | María Lucia Vieira               | Brasil    |
| 2005 | William Naranjo             | Colombia  | Lucélia Peres                    | Brasil    |
| 2006 | Javier Guarín               | Colombia  | Inés Melchor                     | Perú      |
| 2007 | William Naranjo             | Colombia  | Ednalva Laureano da Silva        | Brasil    |
| 2008 | Marílson Gomes dos Santos   | Brasil    | Inés Melchor                     | Perú      |
| 2009 | Roberto Echeverría          | Chile     | Zenaide Vieira                   | Brasil    |
| 2010 | Miguel Almachi              | Ecuador   | Inés Melchor                     | Perú      |
| 2011 | Solonei da Silva            | Brasil    | Simone Alves da Silva            | Brasil    |
| 2012 | Gilberto Silvestre Lopes    | Brasil    | Tatiele Roberta de Carvalho      | Brasil    |
| 2013 | Gilmar Silvestre Lopes      | Brasil    | Cruz Nonata da Silva             | Brasil    |
| 2014 | Wellington Bezerra da Silva | Brasil    | Sueli Pereira da Silva           | Brasil    |
| 2015 | Gilberto Silvestre Lopes    | Brasil    | Gladys Lucy Tejeda               | Perú      |
| 2016 | Gilberto Silvestre Lopes    | Brasil    | Luz Mery Rojas                   | Perú      |
| 2017 | René Champi                 | Perú      | Carmen Toaquiza                  | Ecuador   |
| 2018 | Cristhian Pacheco           | Perú      | Carmen Toaquiza                  | Ecuador   |
| 2019 | José Luis Rojas Ramos       | Perú      | Silvia Patricia Ortiz            | Ecuador   |
| 2022 | Wendell Geronimo Souza      | Brasil    | Maria Lucineida da Silva         | Brasil    |
| 2023 | Fabio Jesus Correia         | Brasil    | Maria Lucineida da Silva         | Brasil    |

### Menores (individual)
Listado de campeones en la categoría Júnior, tanto en carrera larga como corta.
| 1986 | Alejandro Aros                 | Chile     | María Victoria Biondi       | Argentina |
| 1987 | Mauricio Díaz                  | Chile     | María Valeria Martínez      | Argentina |
| 1988 | Fernando González              | Argentina | María Valeria Martínez      | Argentina |
| 1989 | Robinson Semolini              | Brasil    | Carmen Mabel Arrúa          | Argentina |
| 1990 | Robinson Semolini              | Brasil    | Sandra Ruales               | Ecuador   |
| 1991 | William Roldán                 | Colombia  | Carmen Naranjo              | Ecuador   |
| 1991 | Patricio Rosero                | Ecuador   | Tania Cevallos              | Ecuador   |
| 1992 | Emerson Vettori                | Brasil    | Ana de Oliveira             | Brasil    |
| 1992 | Carlos Torres Gomes            | Brasil    | Fernanda Rodríguez          | Argentina |
| 1993 | Elias Rodrigues Bastos         | Brasil    | Sandra Ruales               | Ecuador   |
| 1993 | Mauricio Ladino                | Colombia  | Bertha Sánchez              | Colombia  |
| 1994 | Marcelo Elario Blanco          | Brasil    | Fabiana Cristine da Silva   | Brasil    |
| 1994 | Roney Acelino de Souza         | Brasil    | Adriana Ramos Lopes         | Brasil    |
| 1995 | Clodoaldo Gomes da Silva       | Brasil    | Bertha Sánchez              | Colombia  |
| 1995 | Claudinei Pereira Vitor        | Brasil    | Yulina Asis                 | Colombia  |
| 1996 | Paulo Vitor Lunkes             | Brasil    | Bertha Sánchez              | Colombia  |
| 1996 | Pedro Herrera                  | Argentina | Vanesa Maraviglia           | Argentina |
| 1997 | André Pereira da Silva         | Brasil    | Fabiana Cristine da Silva   | Brasil    |
| 1997 | Jeferson de Souza Sá           | Brasil    | Fabiani da Silva            | Brasil    |
| 1998 | Luís Fernando de Almeida Paula | Brasil    | Keli de Godoy               | Brasil    |
| 1998 | Marcel Siefert                 | Chile     | Tatiane de Souza Sá         | Brasil    |
| 1999 | Jonathan Moraes Matos          | Brasil    | Lucélia de Oliveira Peres   | Brasil    |
| 1999 | Marcel Siefert                 | Chile     | Michelli de Carvalho Inácio | Brasil    |
| 2000 | James Vidal                    | Colombia  | Lucélia de Oliveira Peres   | Brasil    |
| 2000 | Yeisson Caucali                | Colombia  | Jennifer Garzón             | Colombia  |
| 2001 | Franck Caldeira de Almeida     | Brasil    | Patrícia Fernanda Lobo      | Ecuador   |
| 2001 | Rodolfo Rogério Hass           | Brasil    | Michelli de Carvalho Inácio | Brasil    |
| 2002 | Fernando Alex Fernandes        | Brasil    | Ruby Riativa                | Colombia  |
| 2002 | Gilialdo Koball                | Brasil    | Fernanda Maria Silva        | Brasil    |
| 2003 | Clodoaldo da Silva             | Brasil    | Valeria Rodríguez           | Argentina |
| 2004 | Juan Suárez                    | Argentina | Susana Rebolledo            | Chile     |
| 2005 | Israel dos Anjos               | Brasil    | Susana Rebolledo            | Chile     |
| 2006 | Hudson de Souza                | Brasil    | Valeria Rodríguez           | Argentina |